# SW 15
SW 15 var ett svenskt jaktflygplan, som tillverkades av Södertelge Verkstäder (SW) i samarbete med Flygkompaniet. Carl Cederström, som ledde arbetet vid SW, hade via en svensk ingenjör, verksam inom den tyska flygindustrin, lyckats skaffa konstruktionsritningar till ett jaktflygplan. Efter att Cederström lämnade SW, övertog Henry Kjellson konstruktionsarbete och bearbetade de tyska ritningarna. 
Flygplanet var dubbeldäckat med den nedre vingen infäst i flygplanskroppens undersida. Den övre vingen bars upp av två utåtvinklade stöttor från undervingen samt fyra vinklade stöttor från flygplanskroppen. Övervingen som var försedd med skevroder var förskjuten framför undervingen. Kroppen tillverkades i en svetsad stålrörskonstruktion som sedan kläddes med faner och duk. Kring motor och nosparti var kroppen klädd med aluminiumplåt. Flygplanet försågs med en Vabis motor som var en kopia av den tyska Mercedes D I. 
Flygplanet fick smeknamnet Lotterijagaren, eftersom KSAK anordnat ett flyglotteri där högsta vinsten utgjorde flygplanet, som efter dragningen skulle överlämnas till Flygkompaniet. Flygplanet beställdes från SWb 21 februari 1917. Under provflygning av prototypen på Malmen 18 juni 1917 med Bertil de Maré som pilot slog flygplanet runt vid landningen och föraren omkom. Utredningen visade att hjulstället var placerat för långt bak och stjärtpartiet utgjordes av fena och stabilisator utan separat höjdroder. Flygplanets hjulställ flyttades och stjärtpartiet konstruerades om, och efter övrig reparation kunde det åter tas i tjänst. Två SW 15 köptes av Svenska kvinnors försvarsförbund och överlämnades som gåva till Flygkompaniet i april 1917 med leverans under våren 1918. Även om flygplanen var kvar i tjänst ända till i december 1921, bokfördes de som museiflygplan från februari 1919.
Efter att Flygkompaniet fått tillgång till den tyska kulsprutan Schwarzlose, konstruerades en svensk synkroniseringsanordning. En kulspruta monterades på en SW 15 för skjutprov, men vid skjutförsök på marken inträffade flera missöden med genomskuten propeller.